# Wapen van Nuth
Het wapen van Nuth heeft twee aanpassingen ondergaan. Het eerste wapen met de weergave van sint Bavo voldeed niet als zodanig omdat er geen schild bij was. Het huidige wapen van de Limburgse gemeente Nuth werd sinds 1983 gebruikt naar aanleiding van een gemeentelijke fusie. Vanaf 2019 is het wapen niet langer als gemeentewapen in gebruik omdat de gemeente Nuth opging in de gemeente Beekdaelen.

## Geschiedenis
In 1626 werd de plaats Nuth verheven tot een eigen heerlijkheid, tot die tijd viel Nuth onder Klimmen.
Een eerste gemeentewapen werd op 15 september 1819 aan de toenmalige gemeente Nuth toegekend, omdat het alleen sint Bavo betrof gold het niet als een wapen. Desondanks werd de tekening wel opgenomen in het register van de Hoge Raad van Adel. Op 13 juni 1938 werd het eerste officiële wapen aan de gemeente Nuth toegekend, ook nu weer met sint Bavo als wapenfiguur. Echter nu staat hij achter een wapenschild en dus is er sprake van een officieel wapen.
Wegens een gemeentelijke fusie in 1982 werd er een nieuw wapen aangevraagd, dit wapen werd op 9 maart 1982 officieel aan de nieuwe gemeente Nuth toegekend. De nieuwe gemeente Nuth tot diens opheffing per 2019 bestond uit de oude gemeenten Nuth, Schimmert en Wijnandsrade. Ook delen van Hoensbroek, Hulsberg zijn aan de gemeente toegevoegd.

## Blazoeneringen
Hoewel het wapen twee keer is aangepast, zijn er twee in plaats van drie blazoeneringen voor Nuth bekend. Het eerste "wapen" uit 1819 had geen beschrijving, het tweede wapen (het eerste officiële) had wel een beschrijving. Na een fusie in 1982 kreeg de gemeente een nieuw wapen toegekend met een nieuwe beschrijving.

### Voormalige wapen
Het eerste wapen heeft op 13 juni 1938 als blazoenering de volgende tekst gekregen:
Gedeeld: I in zilver een schuinbalk van keel, vergezeld van 6 zoomsgewijs geplaatste merletten van hetzelfde. II in keel een sleutel van goud. Achter het schild staande de figuur van den H.Bavo in wapenrusting, waarover een van voren openhangende mantel van keel, het hoofd gedekt met een hoed zonder rand van sabel, houdende een zwaard van zilver met gevest van goud in de rechterhand, welke op den bovenrand van het schild rust, op de linkerhand dragende een valk van natuurlijke kleur, gekapt van goud.
Het blazoen (schild) is verticaal in tweeën gedeeld. Rechts, voor de kijker links, een zilveren achtergrond met daarop in het rood een schuinbalk. Boven de schuinbalk zoomsgewijs drie merletten en onder de schuinbalk eveneens zoomsgewijs drie merletten. In het andere deel een gouden sleutel op een rode ondergrond.
Als schildhouder fungeert sint Bavo in volledige wapenuitrusting. Hij draagt dus een harnas en houdt in zijn rechterhand een zwaard vast. Hij houdt eveneens met zijn rechterhand het schild vast. In Bavo's linkerhand een rozenkrans, op deze hand staat een valk van natuurlijke kleur (bruin) en deze heeft een gouden kap op. De mantel van de heilige hangt deels naar voren. Diens hoed is zwart van kleur met in het midden een zilveren medaille.

#### Symboliek
De beide helften van het schild zijn afkomstig van twee voorgaande wapens. De rechterhelft (voor de kijker links) toont het wapen van het geslacht Van Eynatten, dit geslacht was de eigenaar van de heerlijkheid Nuth. In 1626 kwam de nieuw ontstane heerlijkheid in het bezit van de familie en deze hield de heerlijkheid in het bezit tot de Bataafse Republiek. Het andere deel is het symbool voor de gemeente Vaesrade. De sleutel slaat op het kapittel van Sint-Servaas in Maastricht omdat Vaesrade bij dat kapittel hoorde. In 1821 ging de gemeente Vaesrade op in de gemeente Nuth. Sint Bavo is de kerkpatroon van de plaats Nuth.

### Huidige wapen

Het huidige wapen

Het huidige wapen wordt sinds 9 maart 1982 gebruikt en heeft de volgende omschrijving:
Doorsneden: I in zilver een uitkomende dubbelstaartige gekroonde leeuw, houdende in de linkervoorklauw een bundel van 5 pijlen, alles van keel; II gedeeld: a in zilver een schuinbalk vergezeld van 6 merletten, zoomsgewijze geplaatst, alles van keel; b in keel een keper van zilver. Het schild gedekt met een gouden kroon van 3 bladeren en 2 parels.
Dit wapen is in drie delen gedeeld. Het bovenste deel is van zilver en toont een dubbelstaartige leeuw. De leeuw is tevens gekroond en houdt een bundel van vijf pijlen vast, het geheel is rood van kleur. Aan de onderzijde twee delen: deel a is van zilver met daarop een schuinbalk met boven en onder de balk merletten. In deel b een zilveren keper op een rode ondergrond. Het wapen is gekroond door een gouden kroon van 3 bladeren met daartussen twee parels.

#### Symboliek
De leeuw is de leeuw van Valkenburg, hier ressorteerden Hulsberg en Schimmert onder. De leeuw houdt een bundel pijlen vast, deze vijf pijlen staan symbool voor de plaatsen Hulsberg, Nuth, Schimmert, Vaesrade en Wijnandsrade. De schuinbalk met de zes zoomsgewijs geplaatste merletten komen wederom van het wapen van het geslacht Van Eynatten. De keper is afkomstig uit het wapen van het geslacht Van Bongard, zij waren de heren van Wijnandsrade, ook Wijnandsrade gebruikte de keper als wapen.
Dit wapen komt in zijn geheel terug in de gemeentevlag.

## Wapens met overeenkomsten
De volgende wapens hebben overeenkomsten met de wapens van Nuth:

Het wapen van Beekdaelen
Het wapen van Schimmert
Het wapen van Hulsberg
Het wapen van Wijnandsrade
Het wapen van Heer
Het wapen van Berg en Terblijt